# 賴厄萊特角
62°10′S 58°36′W / 62.167°S 58.600°W
賴厄萊特角（Rhyolite Head），是南極洲的海岬，位於南設得蘭群島的喬治王島，處於卡多索灣和古爾登灣之間的埃斯庫拉灣，現時由南極條約體系管理。